# Åmli
Åmli é uma comuna da Noruega, com 1 143 km² de área e 1 859 habitantes (censo de 2004).